# Olle Gunneriusson
Olle Bruno Gunneriusson, född 26 augusti 1924 i Gisselås i Hammerdals församling, död 26 november 1982 i Hammerdal, var en svensk tävlingsskytt och skidskytt som tävlade för Grenås och Hammerdals IF.
Vid det allra första  VM i skidskytte 1958 i Saalfelden, tog Gunneriusson en silvermedalj över distansen 20 km, 29 sekunder bakom landsmannen Adolf Wiklund. Gunneriusson ingick även i det svenska stafettlaget tillsammans med Adolf Wiklund, Sture Ohlin och Sven Nilsson som tog guldet i den inofficiella VM-stafetten 1958. Han var även svensk mästare i både fältskytte och skidskytte.